# Кон Хёджин
Кон Хёджин (кор. 공효진; род. 4 апреля 1980, Сеул, Южная Корея) — южнокорейская киноактриса, стала известной после фильма «Мисс Морковка», а также телевизионных сериалов «Паста», «Искусство любить», «Повелитель солнца».

## Биография
Кон Хёджин родилась в Сеуле, Республика Корея. Хёджин переехала в Австралию вместе с матерью и младшим братом, когда ходила в среднюю школу, в то время как её отец работал в Корее, чтобы поддержать семью. Она училась в средней школе «Джон Пол Колледж» в Брисбене. В 2011 году Хёджин была назначена одним из послов доброй воли «Года дружбы», в честь 50-летия двусторонних отношений между Австралией и Южной Кореей. В 1997 году, после трёх лет в Австралии, семья Кон вернулась обратно в Корею в связи с кризисом МВФ.

## Карьера
После возвращения в Корею Хёджин начала работать моделью. Она появилась в рекламе, в частности, «Счастливая смерть». После полутора лет участия в модельном бизнесе, она получила второстепенную роль в фильме «Шепот стен 2». Фильм рассказывает о лесбийских отношениях в средней школе для девочек. Фильм не имел коммерческого успеха, но его приводят в пример молодым корейским режиссёрам и любителям кино как современную классику. После съёмок актриса снялась в комедийном сериале My Funky Family (2000).
В 2001 году играла роль кондуктора в автобусе в 50-эпизодном телесериале Wonderful Days (позже получила награду «Лучшая новая актриса» в категории телевизионные сериалы на Baeksang). После появляется в небольших ролях в комедии Чан Джина «Болтливые киллеры» и в фильме «Вулканический удар».
В 2003 году Кон Хёджин получила роль в телесериалах Snowman и «Пойдем в школу, Сан-Ду!». В 2005 снялась в телесериале «Мой любимый учитель» и в фильме «Небесный легион».

## Критический успех
В 2006 году режиссёр фильма «Шёпот стен 2» Ким Тхэён (которую она считает своим наставником) предложила Хёджин роль в фильме «Семейные узы», которую она написала специально для неё. Фильм получил широкое признание, а актёрский состав хвалили за блестящую актёрскую игру. За эту роль она была номинирована на премию Korean Film Awards в категории «Лучшая актриса».
Роль в фильме «Семейные узы» стала поворотным в её карьере. В 2007 году она вернулась на телевидение и сыграла роль телесериале «Спасибо». В том же году появилась в фильмах «Счастье» и «М», а в 2008 году в фильме «Восточный шпионаж».
Самым большим её прорывом в кино стала роль в фильме «Мисс Морковка» (2008). Хоть фильм и провалился в прокате, критики назвали его одним из самых оригинальных корейских фильмов за последние годы. Хёджин сыграла роль девушки с непривлекательным красным лицом, которая испытывала ненависть к людям и страдала от комплекса неполноценности. Первоначально Хёджин, прочитав сценарий, сомневалась на счёт этой роли, но в конце концом приняла предложение и сыграла её. За эту роль она получила премию Korean Film Awards в номинации «Лучшая актриса» и «Женщина», премию Director’s Cut Awards как «Лучшая актриса».
В 2009 Кон играет начинающего шеф-повара в романтической комедии «Паста», которая вышла на экраны в 2010 году. Первоначально её персонаж должен был представлять собой обычную дерзкую и пылкую героиню романтической комедии, но Хёджин решила, что ей будет скучно играть эту роль так, поэтому в ходе съёмок изменила характер персонажа. Сериал получил высокий рейтинг. Популярность возросла после сериала «Искусство любить» (2011).

## Личная жизнь
В апреле 2022 года Кон и Кевин О признались, что встречаются. 17 августа 2022 года Кевин объявил, что они поженятся в октябре в Соединённых Штатах на частной свадьбе, на которой будут присутствовать только близкие родственники из обеих семей. Они поженились на частной церемонии 11 октября 2022 года (по американскому времени) в Нью-Йорке.

## Творчество

### Фильмы
1. (2019) — Дорожные детективы — Ын Ши Ен
2. (2019) — Самый обычный роман — Сон Ен
3. (2018) — Быть с тобой
4. (2018) — Дверной замок — Чжо Ген Мин
5. (2017) — Одинокий ездок — Ли Су Чжин
6. (2016) — Пропавшая женщина — Хан Мей
7. (2013) — Семейка Бумеранг — Ми Ен
8. (2013) — Ты больше, чем прекрасна
9. (2012) — Проект 577
10. (2010) — Путешествие с быком
11. (2008) — Восточный шпионаж: Суперагент Дачимава Ли
12. (2008) — Мисс Морковка
13. (2008) — Сестры на дороге
14. (2007) — Happiness
15. (2007) — Один день с моим сыном
16. (2006) — Семейные узы
17. (2005) — Солдаты небес
18. (2002) — Воспитания круглый ноль — На Ен
19. (2002) — Необычный любовный треугольник — Гым-сук
20. (2002) — Акт о критическом положении 19 — Мин-джи
21. (2002) — Сюрприз — Ин-чжу
22. (2001) — Volcano High
23. (2001) — Guns & Talks
24. (2001) — Прощальный подарок
25. (1999) — Шёпот стен 2 — Джи вон

### Телесериалы
1. (2023) — Спроси у звёзд (tvN) — Ева Ким, астронавтка
2. (2019) — Когда цветёт камелия — Тон Пэк, мать-одиночка, владелица бара «Камелия»
3. (2016) — Воплощение ревности — Пё Нари́
4. (2015) — Продюсеры — Так Еджи́н
5. (2014) — Просто это любовь[англ.] — Чи Хэсу́, врач
6. (2013) — Повелитель солнца[англ.] — Тэ Консиль, девушка, которая видит призраков'
7. (2011) — Искусство любить
8. (2011) — Красавчики из лапшичной (камео — 9 эп.)
9. (2010) — Паста[англ.] — Со Юкён
10. (2007) — Спасибо
11. (2005) — Мой любимый учитель — На Бори́
12. (2003) — Пойдём в школу, Сан Ду
13. (2003) — Снежный человек
14. (2002) — Всё в твоих руках
15. (2002) — Wonderful Days
16. (2001) — Drama City 'Love Without Hope'
17. (1999) — My Funky Family

## Награды
- (2001) SBS Drama Awards — New Star Award (Wonderful Days)
- (2002) Baeksang Arts Awards — Best New Actress for TV (Wonderful Days)
- (2002) MBC Drama Awards — Popularity Award (Ruler of Your Own World)
- (2003) KBS Drama Awards — Best Couple Award with Rain (Sang-doo! Let’s Go to School)
- (2003) KBS Drama Awards — Netizen Award (Sang-doo! Let’s Go to School)
- (2003) KBS Drama Awards — Best Actress (Sang-doo! Let’s Go to School)
- (2006) Thessaloniki International Film Festival — Best Actress (Family Ties)
- (2007) Korean Film Awards — Best Supporting Actress (Happiness)
- (2007) MBC Drama Awards — Best Actress (Thank You)
- (2008) Korea Visual Arts Festival (Korea Broadcasting Camera Directors Association) — Best Actress (Crush and Blush)
- (2008) Korean Film Awards — Best Actress (Crush and Blush)
- (2008) Director’s Cut Awards — Best Actress (Crush and Blush)
- (2008) Women in Film Korea Awards — Best Actress (Crush and Blush)
- (2009) New York Asian Film Festival — The Rising Star Of Asia Award (Crush and Blush)
- (2010) China Entertainment Television — Top Ten Asian Actors (Pasta)
- (2010) Style Icon Awards: Style Leader
- (2010) MBC Drama Awards — Best Couple Award with Lee Sun Gyun (Pasta)
- (2010) MBC Drama Awards — Best Actress (Pasta)

### Комментарии
1. ↑  Согласно правилам корейско-русской транскрипции; в ряде источников передаётся как Гон Хё Джин и Гон Хё Чжин.